# Forzosos de Almagro

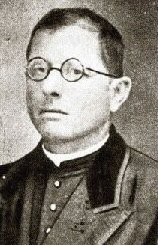
El sacerdote Lorenzo Massa, ca. 1910.

Los Forzosos de Almagro fue el primer nombre del Club Atlético San Lorenzo de Almagro de Buenos Aires, Argentina.

## Historia
Un grupo de chicos aficionados al fútbol del barrio de Almagro, quisieron formar un cuadro para competir contra otros chicos de otros barrios. Eligieron el nombre de "Forzosos" por elección de Luis Manara, uno de los integrantes del próspero club y tenían un potrero en el patio de la capilla del Padre Lorenzo Massa. Luego decidieron cambiar el nombre, ya que "Forzosos" no sonaba muy bien. El nombre fue cambiado a "San Lorenzo de Almagro" en asamblea mediante votación, donde participó uno de sus mayores propulsores: el Padre Lorenzo Massa.
Según las crónicas, el Padre propuso modificar el nombre "Los Forzosos de Almagro" ya que no lo consideraba adecuado para un futuro club de fútbol. Los integrantes propusieron varios nombres, hasta llamarlo como el Padre, a lo cual él se negó. Luego fue propuesto el Santo patrón, "San Lorenzo mártir", el cual fue aceptado por la mayoría y el Padre consideró aceptado por la valentía y dignidad del santo mártir. 
Federico Monti, líder principal de la barra de jóvenes exigió mantener "de Almagro" ya que ellos eran del barrio de Almagro y en caso contrario él se retiraba. Se aceptó el complemento "de Almagro", y el nombre del club quedó en forma definitiva como Club Atlético San Lorenzo de Almagro.
El grupo se componía de Federico Monti y su hermano Luis Monti, Francisco Xarau, José Coll y su hermano Alberto Coll, Luis Gianella, José Gorena, Juan Abondanza, entre otros.